# Cataratas Epol

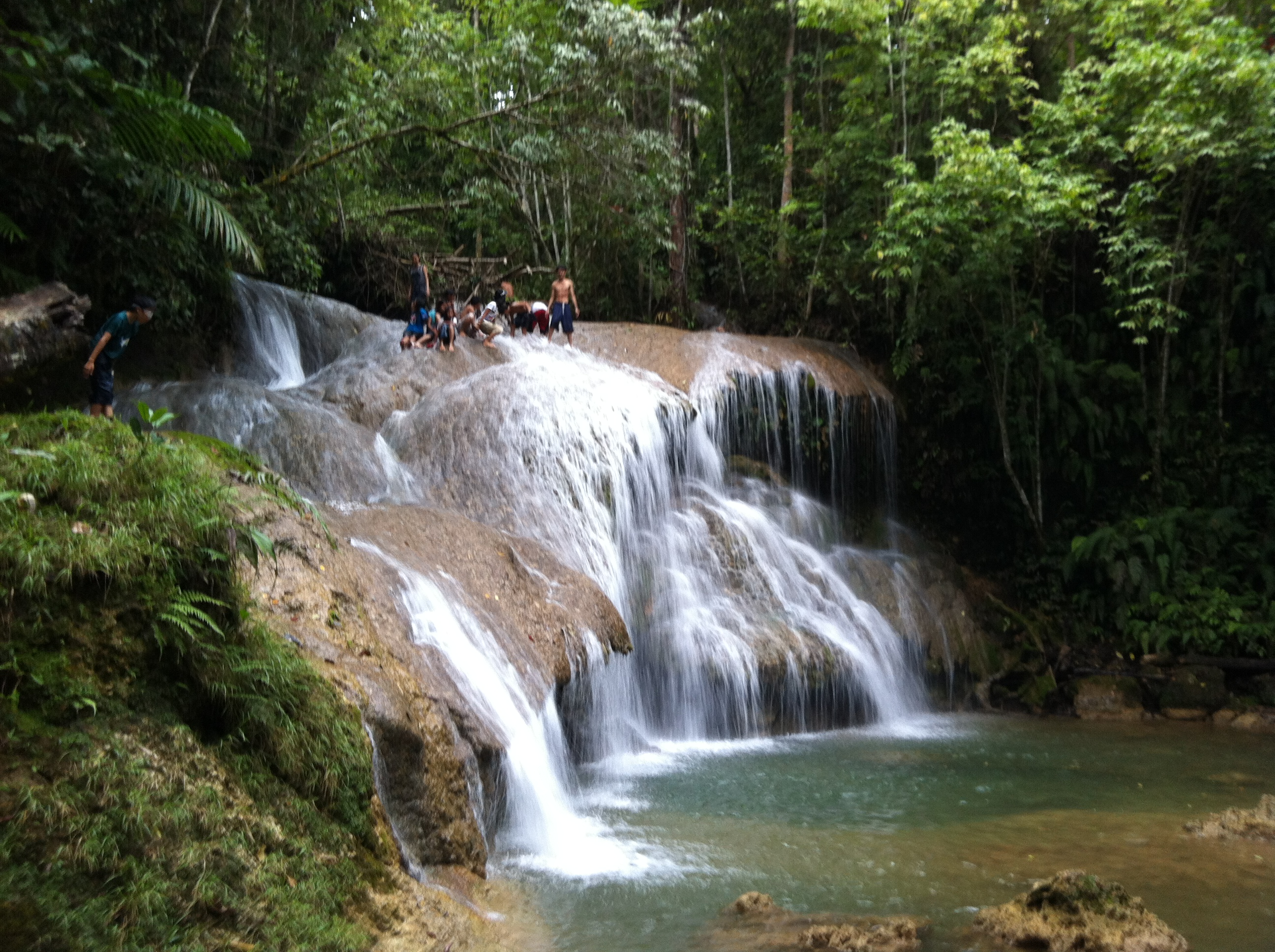
Cataratas de Epol

Cataratas de Epol es el nombre que recibe una cascada en la ciudad de Dávao en el sur de la isla de Mindanao al sur del país asiático de Filipinas.
Epol es un acrónimo que significa Cascadas del eterno poder del amor.  Era conocido antes como las cascadas del Valle Verde. Es uno de los atractivos turísticos naturales de la zona montañosa del distrito de Marilog en la ciudad de Dávao, que se encuentra a unos 300 metros de la carretera. Las caídas son cascadas de agua fría que se hunden en una piscina natural. Está rodeada de plantas tropicales y árboles que proporcionan un hábitat para la vida silvestre.
El Salto Epol tienen cabañas de bambú que proporcionan sombra y un lugar para preparar los alimentos.